# Buchy (Moselle)
Buchy település Franciaországban, Moselle megyében. Lakosainak száma 98 fő (2022. január 1.). Buchy Beux, Liéhon, Luppy, Silly-en-Saulnois, Solgne és Vigny községekkel határos.

## Népesség
A település népességének változása:
| Lakosok száma | 83   | 86   | 81   | 109  | 125  | 117  | 99   | 95   | 93   | 98   |
|               | 1968 | 1982 | 1990 | 2006 | 2013 | 2015 | 2017 | 2019 | 2020 | 2022 |